# Freemasons Hall
Freemasons Hall находится в Лондоне на улице Грэт Куин и является штаб-квартирой Объединенной великой ложи Англии, где проводят собрания её лондонские масонские ложи. Freemasons Hall был построен в 1933 году, и заменил три старых отдельно стоявших здания. На этом историческом месте, начиная с 1775 года, на улице Грэт Куин, между Холборном и Ковент-Гарденом, проводили свои собрания масонские ложи Лондона.

## Первоначальная концепция
В 1775 году Первая великая ложа Англии купила дом выходящий на улицу, за которым был сад и второй дом. Был проведён конкурс на проектирование великого зала, чтобы связать два дома. Первый дом был таверной масонов, во втором доме должны были разместиться офисы и комнаты для проведения масонских собраний. Проект Томаса Сендби победил в конкурсе.

## Современное здание
Нынешнее здание (третье в этом месте) было построено в стиле Ар-деко между 1927 и 1933 годами. По замыслу архитекторов Генри Виктора Эшли и Ф. Уинтона Ньюмана, здание задумывалось как мемориал 3225 масонам, погибшим в годы Первой мировой войны.
Это внушительное здание занимает площадь в два и одну четверть акра. Первоначально здание было известно как «Масонский мемориал мира». Название было изменено на «Freemasons Hall» в связи с началом в 1939 году Второй мировой войны. Финансирование строительства шло из «Масонского фонда памяти миллионов». Этот фонд собрал более 1 миллиона фунтов стерлингов.
Freemasons Hall находится в реестре исторических зданий, во второй категории класса.

## Достопримечательности

### Великий храм
Центральным местом в нынешнем здании является Великий храм, он является местом встречи для членов великой ложи, великого капитула и ежегодных совещаний ряда провинциальных великих лож, а иногда и для других масонских степеней, орденов и не-масонских организаций. Бронзовые двери, каждая из которых весит 1250 кг, открываются в зал, размеры которого: 123 фута (37 м) в длину, 90 футов (27 м) в ширину, и 62 фута (19 м) в высоту. Купол потолка украшен мозаикой, в дополнение к цифрам и символам из масонских ритуалов он включает по углам фигуры, представляющие четыре главные добродетели — благоразумие, умеренность, стойкость и справедливость — и герб принца Артура, герцога Коннауктского и Страхарнского (младшего сына Королевы Виктории), великого мастера ОВЛА в 1901—1939 годах, по предложению которого был построен «Масонский мемориал мира». В Великом храме установлена большая органная труба, построенная ведущими британскими строителями органов — «Генри Уиллис и сыновья».

### Другие храмы
В дополнение к Великому храму, в пределах здания, есть еще 23 малых масонских храма, или залов для собраний масонских лож. Каждый из малых храмов богато украшен в стиле ар-деко, и нет двух одинаковых. Среди храмов особенно выделяются: Храм № 1 — очень большой (вместимостью до 600 человек), в котором представлена серия портретов бывших великих мастеров Англии и Уэльса; Храм № 10 (где дизайнеры смогли увеличить дополнительно высоту и пространство, благодаря его расположению под большой башней с часами) построен в стиле, который сочетает в себе классический ар-деко с египетским дизайном, и включает в себя впечатляющий куполообразный потолок; Храм № 17 восхищает богатым убранством, стильным декором и гораздо большей приёмной, чем большинство храмов подобного размера, и используется, в частности, самыми старыми ложами Лондона, в том числе тремя оставшимися ложами (из четырёх изначальных), которые в 1717 году сформировали Первую великую ложу; Храм № 23 является самым маленьким (вместимостью около 25 человек) и содержит серию портретов бывших великих секретарей Англии и Уэльса. В дополнение к этим 23 храмам и Великому храму, есть несколько очень простых храмов, который зарезервированы для репетиционных лож и лож наставлений. В отличие от Великого храма (в который есть ежедневный доступ для экскурсий) другие 23 храма обычно не открыты для общественности, так как они находятся в постоянном использовании со стороны лондонских лож и капитулов для их регулярных встреч.

## Библиотека и музей масонства
- Директор: Даяна Клементс
- Библиотекарь: Мартин Черри
- Музейный куратор: Марк Деннис
- Архивариус: Сьюзен Снелл

«Библиотека и музей масонства» включают библиотеку, архив и регистр музея, они расположены в Объединенной великой ложе Англии. Библиотека и музей является благотворительным фондом зарегистрированным в Комиссии по благотворительности (регистрационный номер 1058497).
В 2007 году «Совет музеев, библиотек и архивов» признал, что фонд «Библиотеки и музея масонства» находится в прекрасном состоянии и обладает национальным и международным значением.
Библиотека и музей открыты для широкой публики с понедельника по пятницу с 10 до 17 часов бесплатно. Музей имеет коллекцию объектов масонской экипировки и декора, в том числе часы, мебель, изделия из стекла, ювелирные изделия, фарфор, керамика, регалии и серебро. Экспонаты включают вещи известных масонов, таких как король Эдуард VII и Уинстон Черчилль. Библиотека и музей также имеет одну из самых полных коллекций Дружественных обществ Великобритании, в том числе книг и музейных экспонатов, относящихся ко всем основным дружественным и братским обществам. Предметы выставлены в галерее музея, которую можно осмотреть, обратившись к куратору или одному из его сотрудников.
По зданию проводятся часовые туры, которые начинаются с библиотеки и музея, включая экскурсии по Великому храму. Есть 5 туров в день: в 11, 12, 14, 15 и 16 часов. Субботние туры должны быть предварительно забронированы, и есть только один расширенный тур в 10:30. Существует плата за бронь — 1 £ на человека для субботних туров.
Библиотека открыта для публики исключительно для использования, все пользователи должны быть зарегистрированы. Библиотека содержит полную коллекцию печатных книг и рукописей по каждому аспекту масонства в Англии, а также материалы по масонству в других странах мира и по вопросам, связанным с масонством или с мистическими и эзотерическими традициями. С каталогом библиотеки можно ознакомиться в интернете.
В дополнение к своей основной тематике — масонских собраний, библиотека и музей масонства проводит широкий обзор, касающийся дружественных обществ, таких как «Oddfellows», «Foresters» и многих других обществ, как действующих сейчас, так и известных в прошлом. Библиотека содержит большую коллекцию книг дружественных обществ.
Библиотека и музей предоставляет генеалогическую информацию. Однако в ней нет полного алфавитного указателя. Также проводятся регулярные дни изучения и ежегодная большая летняя выставка. В течение года проходят несколько более мелких выставок.
Последние сезонные выставки включали тематики: масонских застолий (июль-сентябрь 2008 года) и столетие «Ордена женщин масонов» (с июня по декабрь 2008 г.). Посещение сезонных выставок является бесплатным.

## Использование храма
В дополнение к Великому храму, другим храмам, библиотеке и музею, здание содержит обширные административные помещения, помещения для хранения имущества многих сотен лож, которые проводят встречи в этом здании, масонский магазин (открытый для публики в течение рабочего времени), комнаты, мастерские по пошиву и вышивкам, архивы, гостевые комнаты, и целый этаж офисов благотворительных организаций, четыре из которых являются основными национальными масонскими благотворительными организациями.

### Другое использование
Великий храм также используется для проведения концертов и музыкальных мероприятий, поскольку он имеет отличную акустику.
Здание используется как внутри, так и снаружи при съёмках фильмов. В частности, оно выступает в роли Темз-хауса (здания MI5) в сериале «Призраки» и в сериале «Шпион», а также часто фигурирует в телесериале «Пуаро Агаты Кристи». В здании часто снимают эпизоды других телесериалов (например «Виртуозы», серия 5, эпизод 2). Его экстерьер и интерьер были использованы в эпизоде «Новых трюков», интерьер также использовался для экранизации Автостопом по Галактике. Помещения используются и во многих других фильмах, в том числе Агент Коди Бэнкс 2: Пункт назначения Лондон (2004), Линия красоты (ТВ), Крылья голубки (1997) и Агент Джонни Инглиш (2003). Здание также фигурирует в качестве фона в музыкальных клипах, в том числе широко использовано (внутренне и внешне) в клипе Westlife к песне «Mandy».
Недавно здание и интерьеры фигурировали в качестве места съемок фильма 2009 года «Шерлок Холмс».

## В популярной культуре
Крипто-триллер «Меч Моисея» (2013) Доминика Селвуда содержит ряд сцен, разворачивающихся в Freemasons Hall.